# Neoscirula vitulus
Neoscirula vitulus är en spindeldjursart som beskrevs av Barilo 1991. Neoscirula vitulus ingår i släktet Neoscirula och familjen Cunaxidae. Inga underarter finns listade i Catalogue of Life.